# Rhadiurgus bifidus
Rhadiurgus bifidus är en tvåvingeart som först beskrevs av Fabricius 1805.  Rhadiurgus bifidus ingår i släktet Rhadiurgus och familjen rovflugor. Inga underarter finns listade i Catalogue of Life.